# 14. šahovska olimpijada
14. šahovska olimpijada je potekala leta 1960 v Leipzigu (Nemška demokratična republika).
Sovjetska zveza je osvojila prvo mesto, ZDA drugo in SFRJ tretje.
Sodelovalo je 232 šahistov v 40 reprezentancah; odigrali so 1.600 partij.

## Pregled
Sodelovalo je 232 šahistov (med njimi 26 velemojstrov in 37 mednarodnih mojstrov) v 40 reprezentancah; odigrali so 1.593 od načrtovanih 1.600 partij (7 partij je bilo v naprej določenih). Glavni sodnik je bil mednarodni šahovski mojster Vjačeslav Ragozin (Sovjetska zveza). Partije so bile razdeljene med 4 preskupine in 3 finalne skupine. Igralci so imeli 2,5 h za prvih 40 potez, nato pa 1 h za naslednjih 16.

## Udeleženci
1. Anglija (Jonathan Penrose, ...)
2. Argentina (Samuel Schweber, Miguel Najdorf, Bernardo Wexler, ...)
3. Avstrija (Karl Robatsch, ...)
4. Bolgarija (Milko Bobocov, Oleg Neikirč, ...)
5. Češkoslovaška (Luděk Pachman, ...)
6. Danska (Axel Nielsen, ...)
7. Ekvador (César Muñoz, Paul Klein, Oswaldo Yépez, ...)
8. Filipini (Florencio Campomanes, ...)
9. Finska (Eero Böök, ...)
10. Indija (Manuel Aaron, ...)
11. Indonezija (Tan Hiong Liong, ...)
12. Irska (Raymond Cassidy, ...)
13. Islandija (Arinbjörn Guðmundsson, ...)
14. Italija (Ennio Contedini, ...)
15. Izrael (Emanuel Guthi, ...)
16. Jugoslavija (Borislav Ivkov, Mato Damjanović, Aleksandar Matanović, ...)
17. Libanon (Salim Batlouni, ...)
18. Madžarska (Gyula Kluger, László Szabó, István Bilek, Gedeon Barcza, ...)
19. Mongolija (Lhamsuren Myagmarsuren, ...)
20. Nemčija (Gerhard Pfeiffer, ...)
21. Nemška demokratična republika (Reinhart Fuchs, Wolfgang Uhlmann, ...)
22. Nizozemska (Max Euwe, ...)
23. Poljska (Bogdan Śliwa, ...)
24. Romunija (Theodor Ghiţescu, ...)
25. Sovjetska zveza (Mihail Talj, Paul Keres, Mihail Botvinnik, Viktor Korčnoj, Vasilij Smislov, Tigran Petrosian, ...)
26. Španija (Arturo Pomar Salamanca, ...)
27. Švedska (Gideon Ståhlberg, Erik Lundin, ...)
28. Tunizija (Ridha Belkadi, Khelil Lagha, ...)
29. ZDA (Robert James Fischer, Robert Byrne, ...)